# Jerky (Swenyhorodka)
Jerky (ukrainisch und russisch Єрки; russisch transkribiert Jerki) ist eine Siedlung städtischen Typs in der ukrainischen Oblast Tscherkassy mit etwa 3950 Einwohnern (2025).

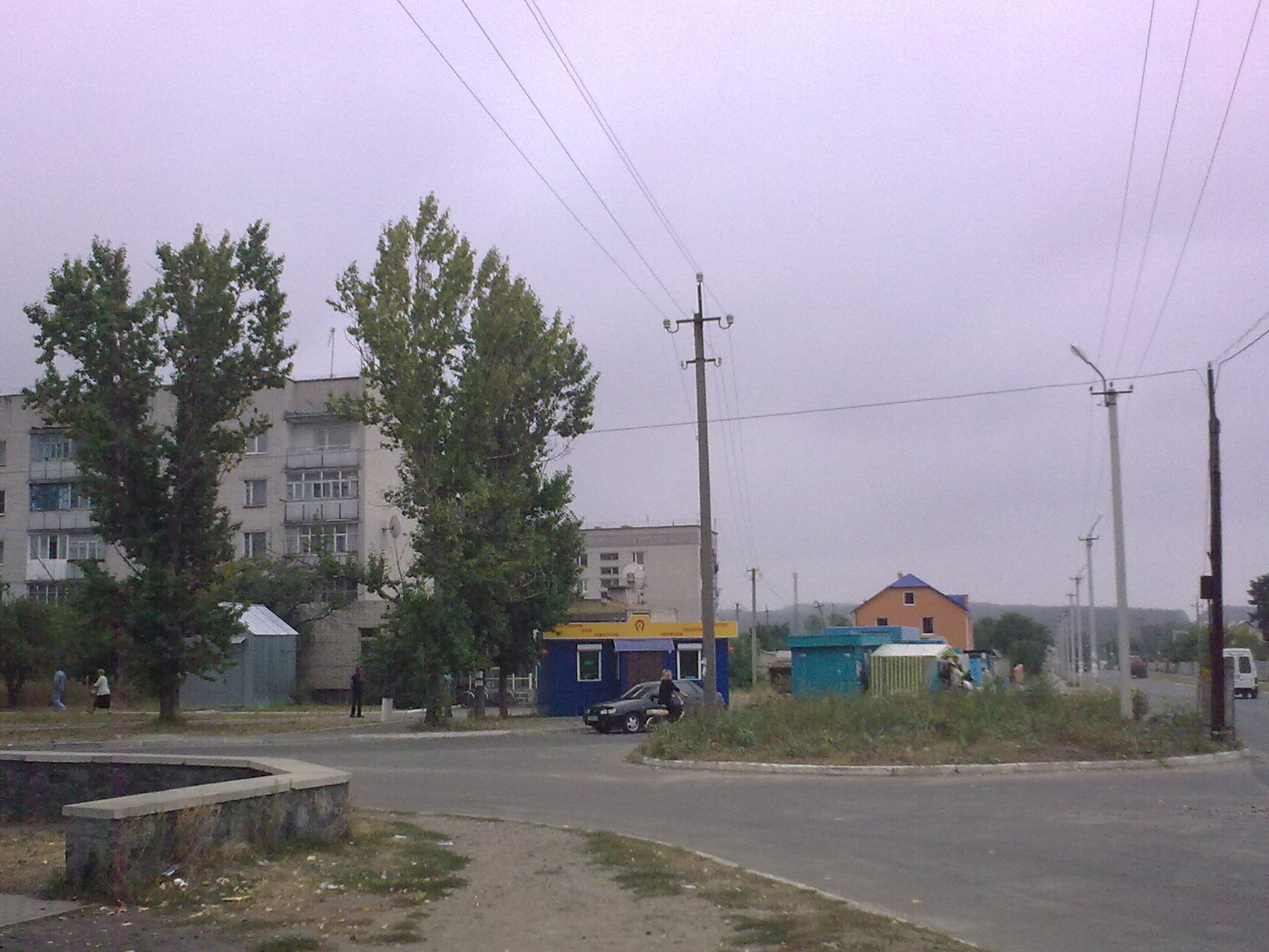
Blick in den Ort

Die in der ersten Hälfte des 18. Jahrhunderts gegründete Ortschaft erhielt 1960 den Status einer Siedlung städtischen Typs.

## Geographie
Jerky liegt an der Schpolka (ukrainisch Шполка) kurz vor deren Mündung in den Hnylyj Tikytsch zwischen dem 6 km südlich liegenden ehemaligen Rajonzentrum Katerynopil und der 8 km nordöstlich liegenden Stadt Watutine.

## Verwaltungsgliederung
Am 21. August 2015 wurde die Siedlung zum Zentrum der neugegründeten Siedlungsgemeinde Jerky (ukrainisch Єрківська селищна громада/Jerkiwska selyschtschna hromada), zu dieser zählen auch die 2 Dörfer Radtschycha und Salisnjatschka, bis dahin bildete sie die gleichnamige Siedlungsratsgemeinde Jerky (Єрківська селищна рада/Jerkiwska selyschtschna rada) im Norden des Rajons Katerynopil.
Am 17. Juli 2020 kam es im Zuge einer großen Rajonsreform zum Anschluss des Rajonsgebietes an den Rajon Swenyhorodka.
Folgende Orte sind neben dem Hauptort Jerky Teil der Gemeinde:
| Name                     | Name       | Name                        |
| ukrainisch transkribiert | ukrainisch | russisch                    |
| ------------------------ | ---------- | --------------------------- |
| Radtschycha              | Радчиха    | Радчиха (Radtschicha)       |
| Salisnjatschka           | Залізнячка | Зализнячка (Salisnjatschka) |

## Persönlichkeiten
- Wjatscheslaw Tschornowil (1937–1999), ukrainischer Dissident, Menschenrechtler und Journalist